# Redentor (filme)
Redentor é um filme brasileiro de 2004, do gênero drama, dirigido por Cláudio Torres, com trilha sonora da YB Music.

## Sinopse
Célio Rocha é um jornalista que vive uma crise familiar há cinco anos, desde que o pai adoeceu por não ter recebido as chaves de um apartamento do Condomínio Paraíso, depois de ter pago 17 anos de prestações à construtora do Dr. Sabóia, empresário corrupto. Ele recebe a tarefa de entrevistar seu ex-amigo Otávio, filho e sucessor do dono da construtora, também corrupto, e a quem odeia desde a infância. Célio quer se vingar de Otávio descobrindo provas das falcatruas do ex-amigo mas acaba ele próprio se envolvendo em um lamaçal de trapaças e negociatas, atingindo também o pai, a mãe e Soninha, filha do favelado Acácio que ele conhecera durante a reportagem sobre uma invasão nos apartamentos e por quem se apaixonara. No auge dos problemas, Célio começa a ter visões de Deus e passa a acreditar ter a missão de fazer com que Otávio se arrependa e devolva o dinheiro a todos aqueles que prejudicara.

## Elenco
- Pedro Cardoso .... Célio Rocha
- Miguel Falabella .... Otávio Sabóia
- Camila Pitanga .... Soninha
- Stênio Garcia .... Acácio
- Fernanda Montenegro .... dona Isaura Rocha
- Fernando Torres .... Justo Rocha
- Jean Pierre Noher .... Gutierrez
- Enrique Diaz .... Moraes
- Mauro Mendonça .... Noronha
- Tony Tornado .... Tonelada
- Lúcio Mauro .... Tísico
- Lúcio Andrey .... Meio-Kilo
- Babu Santana .... Júnior
- Rogério Fróes .... Dr. Soares
- Louise Wischermann .... Celeste
- José Wilker .... Dr. Sabóia
- Paulo Goulart .... Ministro
- Tonico Pereira .... Delegado
- Guta Stresser .... Flávia
- Suely Franco .... tia de Célio
- Fernanda Torres .... Isaura jovem
- Domingos de Oliveira .... Justo jovem
- Guilherme Vieira
- Leonardo Netto
- Vagner A. Sanchez
- Mário Hermetto
- Marcel Miranda

## Prêmios e indicações
| Ano  | Prêmio                                   | Categoria                       | Recipiente                                                         | Resultado | Ref.        |
| ---- | ---------------------------------------- | ------------------------------- | ------------------------------------------------------------------ | --------- | ----------- |
| 2005 | Prêmio Guarani de Cinema Brasileiro      | Melhor Filme                    | Cláudio Torres e Leonardo Monteiro de Barros                       | Venceu    | [ 2 ]       |
| 2005 | Prêmio Guarani de Cinema Brasileiro      | Melhor Direção                  | Cláudio Torres                                                     | Venceu    | [ 2 ]       |
| 2005 | Prêmio Guarani de Cinema Brasileiro      | Melhor Ator                     | Pedro Cardoso                                                      | Indicado  | [ 2 ]       |
| 2005 | Prêmio Guarani de Cinema Brasileiro      | Melhor Ator Coadjuvante         | Lúcio Mauro                                                        | Indicado  | [ 2 ]       |
| 2005 | Prêmio Guarani de Cinema Brasileiro      | Melhor Atriz Coadjuvante        | Fernanda Montenegro                                                | Indicada  | [ 2 ]       |
| 2005 | Prêmio Guarani de Cinema Brasileiro      | Melhor Roteiro Original         | Cláudio Torres, Fernanda Torres e Elena Soarez                     | Venceu    | [ 2 ]       |
| 2005 | Prêmio Guarani de Cinema Brasileiro      | Melhor Edição                   | Vicente Kubrusly                                                   | Indicado  | [ 2 ]       |
| 2005 | Prêmio Guarani de Cinema Brasileiro      | Melhor Fotografia               | Ralph Strelow                                                      | Indicado  | [ 2 ]       |
| 2005 | Prêmio Guarani de Cinema Brasileiro      | Melhor Direção de Arte          | Tule Peak                                                          | Indicado  | [ 2 ]       |
| 2005 | Prêmio Guarani de Cinema Brasileiro      | Melhor Figurino                 | Marcelo Pies                                                       | Indicado  | [ 2 ]       |
| 2005 | Prêmio Guarani de Cinema Brasileiro      | Melhor Maquiagem                | Martin Macias                                                      | Indicado  | [ 2 ]       |
| 2005 | Prêmio Guarani de Cinema Brasileiro      | Melhor Som                      | Beto Ferraz e Mark Van Der Willingen                               | Venceu    | [ 2 ]       |
| 2005 | Prêmio Guarani de Cinema Brasileiro      | Melhor Efeitos Especiais        | Fábio Soares                                                       | Venceu    | [ 2 ]       |
| 2005 | Festival de Cinema Brasileiro de Miami   | Melhor Montagem                 | Vicente Kubrusly                                                   | Venceu    | [ 3 ] [ 4 ] |
| 2005 | Festival de Cinema Brasileiro de Miami   | Melhor Direção de Arte          | Tulé Peak                                                          | Venceu    | [ 3 ] [ 4 ] |
| 2005 | Prêmio Grande Otelo do Cinema Brasileiro | Melhor Longa-Metragem de Ficção | Cláudio Torres, José Carlos Oliveira e Leonardo Monteiro de Barros | Indicado  | [ 5 ] [ 6 ] |
| 2005 | Prêmio Grande Otelo do Cinema Brasileiro | Melhor Direção                  | Cláudio Torres                                                     | Venceu    | [ 5 ] [ 6 ] |
| 2005 | Prêmio Grande Otelo do Cinema Brasileiro | Melhor Ator Coadjuvante         | Fernando Torres                                                    | Indicado  | [ 5 ] [ 6 ] |
| 2005 | Prêmio Grande Otelo do Cinema Brasileiro | Melhor Roteiro Original         | Cláudio Torres, Fernanda Torres e Elena Soarez                     | Indicado  | [ 5 ] [ 6 ] |
| 2005 | Prêmio Grande Otelo do Cinema Brasileiro | Melhor Direção de Arte          | Tulé Peak                                                          | Indicado  | [ 5 ] [ 6 ] |
| 2005 | Prêmio Grande Otelo do Cinema Brasileiro | Melhor Fotografia               | Ralph Strelow                                                      | Indicado  | [ 5 ] [ 6 ] |
| 2005 | Prêmio Grande Otelo do Cinema Brasileiro | Melhor Maquiagem                | Martín Macías Trujillo                                             | Indicado  | [ 5 ] [ 6 ] |
| 2005 | Prêmio Grande Otelo do Cinema Brasileiro | Melhor Som                      | Beto Ferraz, Armando Torres Jr. e Mark A. Van Der Willigen         | Indicado  | [ 5 ] [ 6 ] |
| 2005 | Prêmio Grande Otelo do Cinema Brasileiro | Melhor Montagem                 | Vicente Kubrusly                                                   | Indicado  | [ 5 ] [ 6 ] |

## Curiosidades
- Fernanda Montenegro e Fernando Torres, que integram o elenco, são os pais do diretor Cláudio Torres, e sua irmã, Fernanda Torres, além de atuar como atriz, também é uma dos autores do roteiro do filme.
- O roteiro levou seis anos para ficar pronto, e as filmagens levaram nove semanas.
- O filme custou, no total, 6,5 milhões de reais.
- O personagem Otávio Saboia vivido por Miguel Falabella lembra o corrupto Caco Antibes do humorístico Sai de Baixo.da Rede Globo.
- Guta Stresser, Pedro Cardoso e Tonico Pereira contracenaram na série de TV humorística da Rede Globo, "A Grande Família", nos papeis de Bebel, Agostinho Carrara e Mendonça, respectivamente.